# Carl Wenig

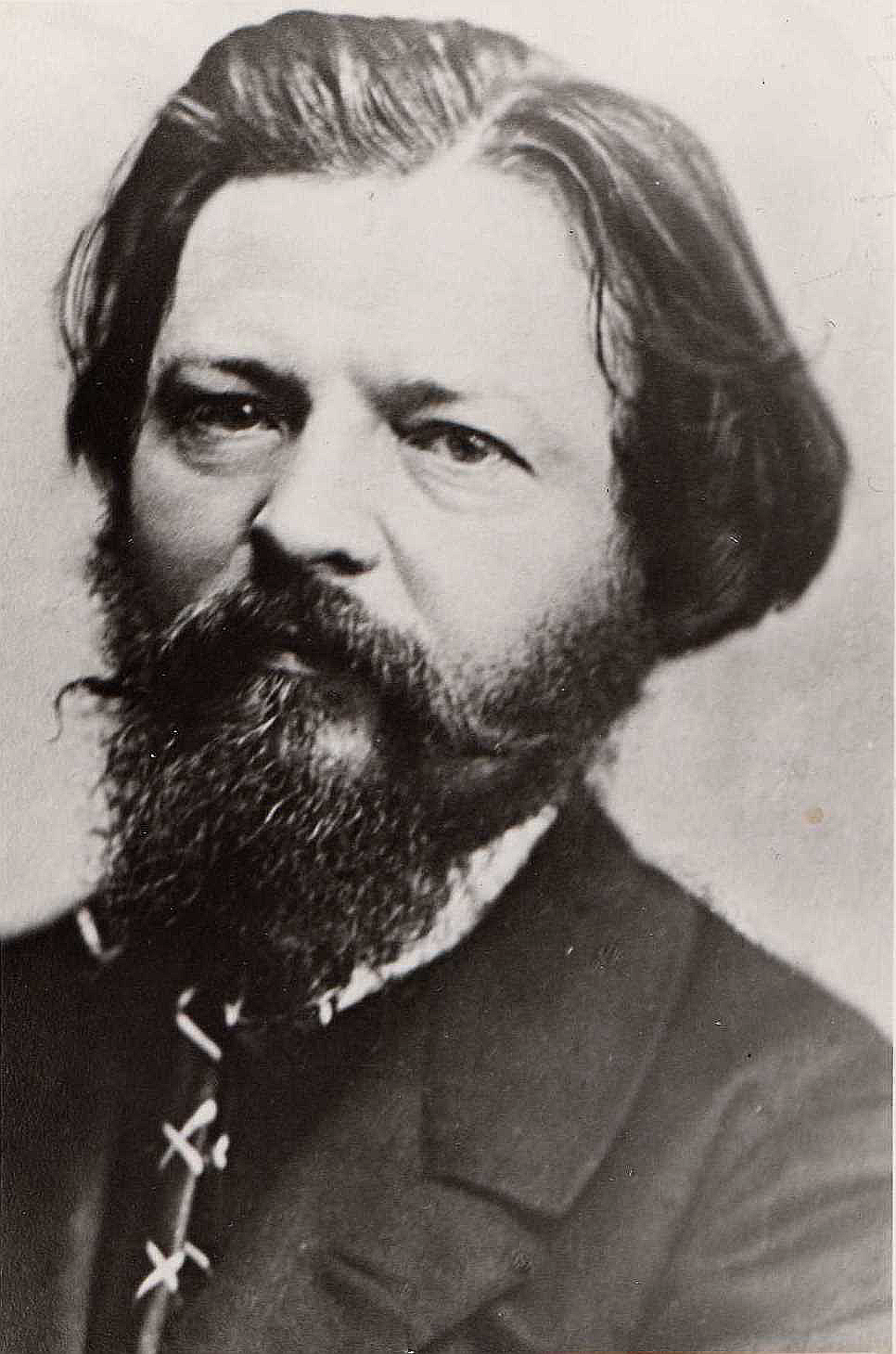
Carl Wenig

Carl Gottlieb Wenig (russisch Карл Богданович Вениг; * 14. Februarjul. / 26. Februar 1830greg. in Reval (heute Tallinn); † 24. Januarjul. / 6. Februar 1908greg. in Sankt Petersburg) war ein russischer Maler und Pädagoge deutscher Abstammung. 

## Leben
Carl Wenig war Sohn des Musiklehrers, Organisten und Violinisten an der evangelischen Nikolaikirche in Reval Gottlieb Friedrich Wenig und der Agathe Emilie Fabergé, Tante des Juweliers Peter Carl Fabergé. Sein jüngerer Bruder Johann Gottlieb Wenig (russ. Богда́н Богда́нович Ве́ниг, 1837–1872) war ebenfalls Maler.
Er studierte Malerei an der Petersburger Kunstakademie am Lehrstuhl für Historienmalerei bei Fjodor Bruni. 1853 wurde er mit einer Goldmedaille für sein Bild „Ester vor Artaxerxes“ ausgezeichnet und konnte sein Studium in Rom fortsetzen. 1862 brachte ihm das Bild „Die Engel verkünden den Untergang des Stadt Sodom“ die Berufung zum Professor an der Petersburger Kunstakademie. 1862 bis 1894 war er Professor an der Petersburger Kunstakademie. Er malte hauptsächlich Genreszenen, Porträts und Bilder historischen, biblischen und mythologischen Inhalts.

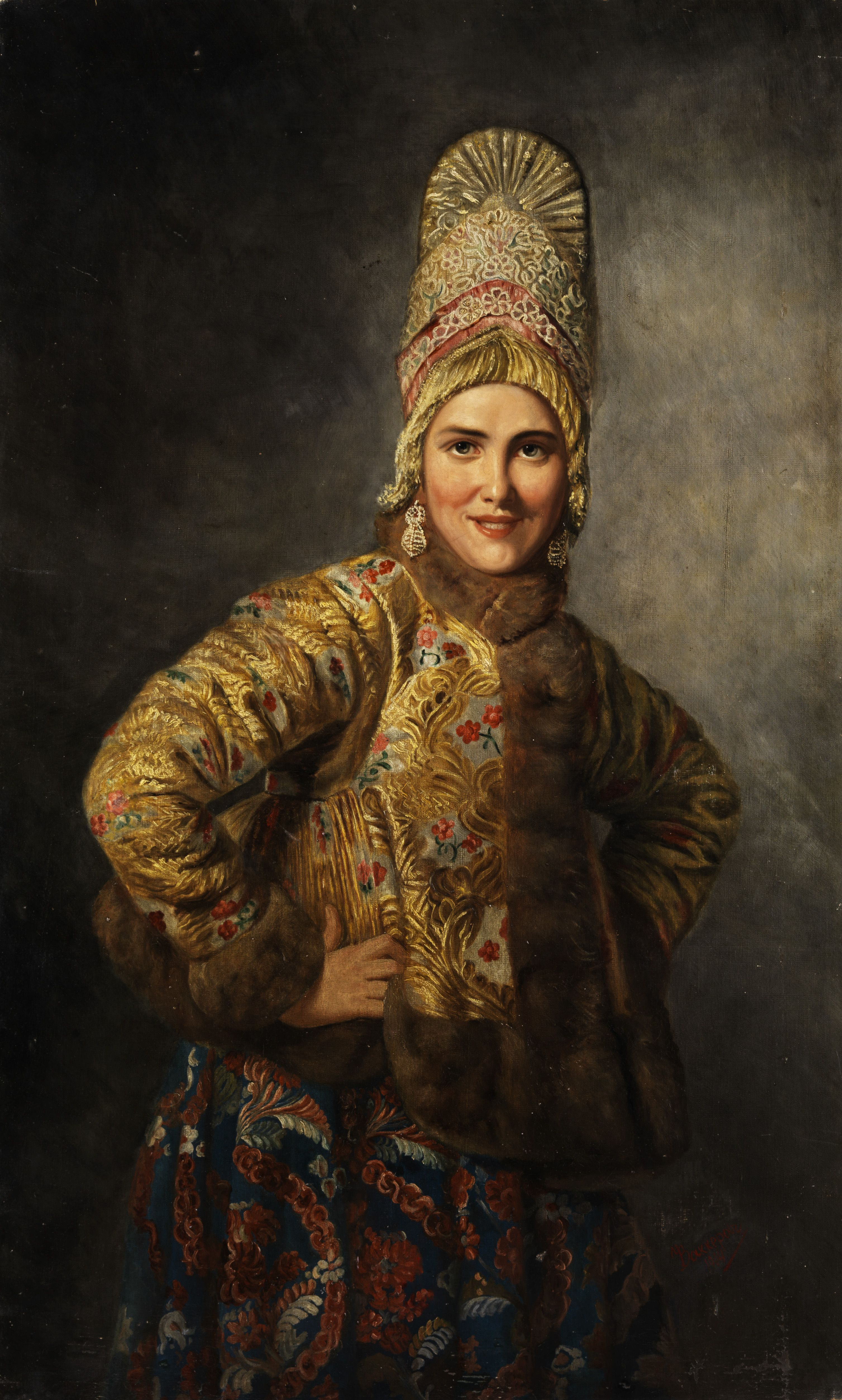
Russisches Mädchen
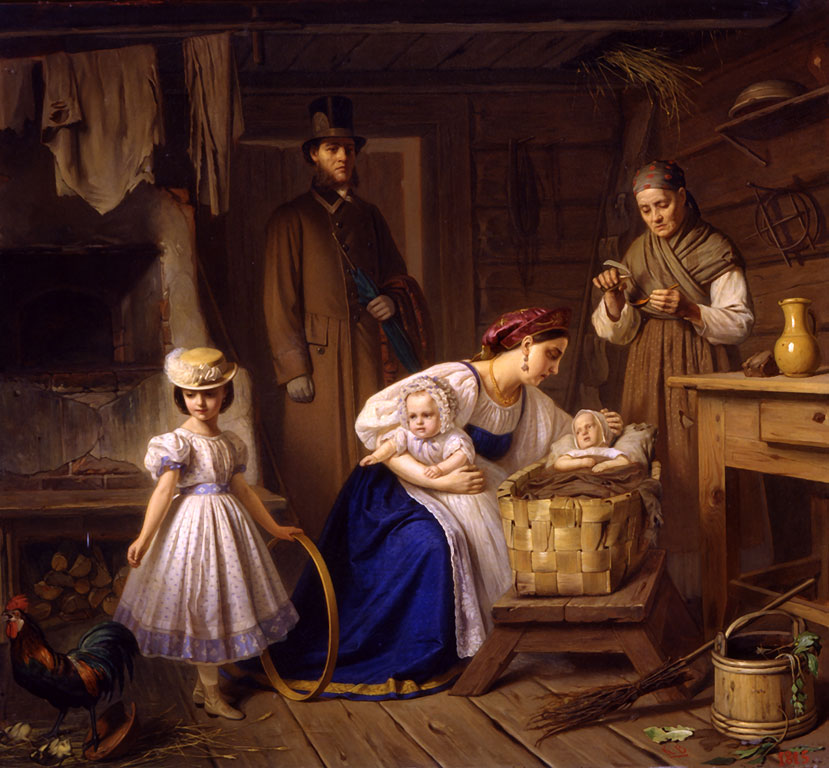
Die Amme besucht ihr eigenes krankes Kind
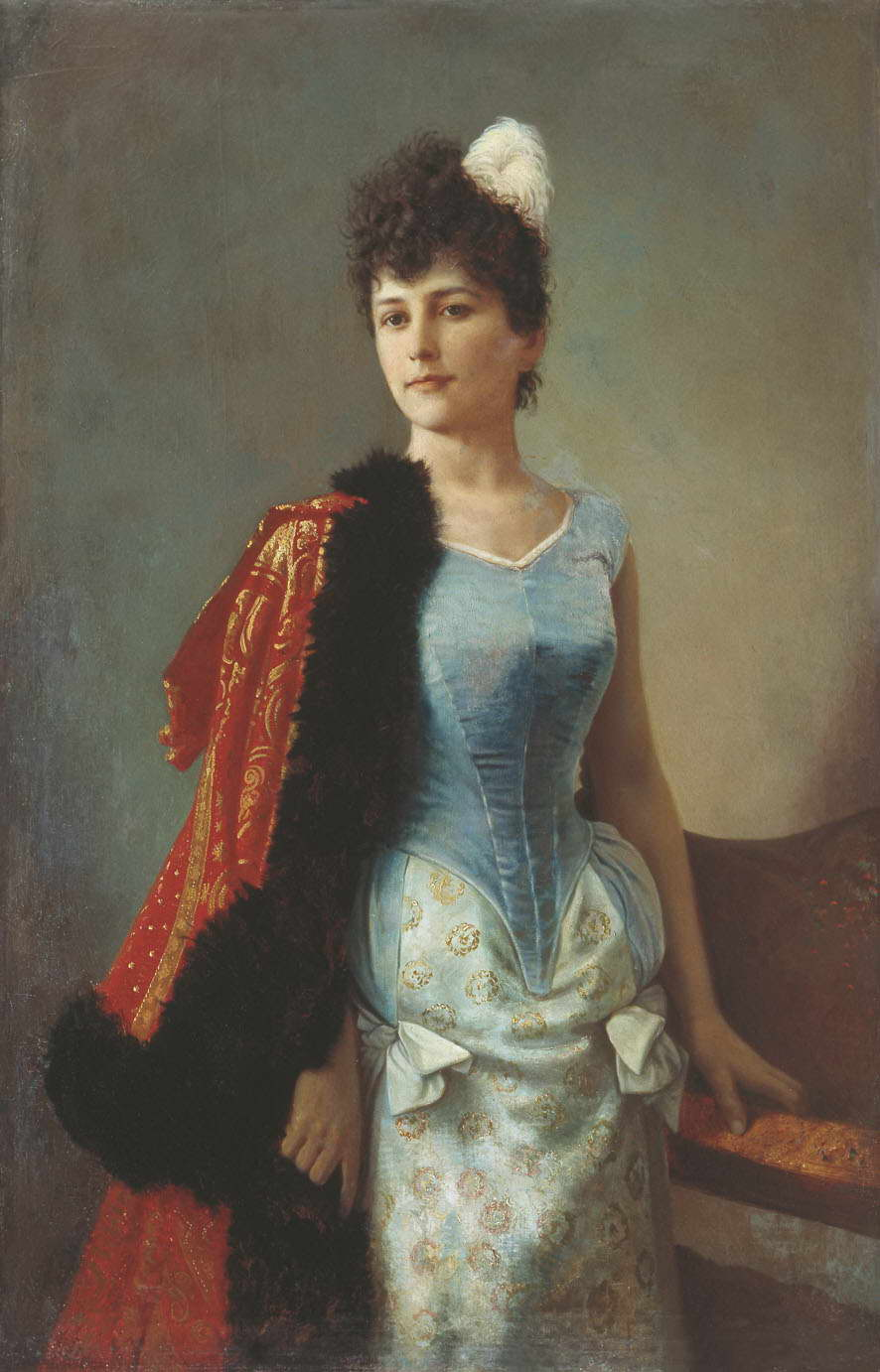
Frauenporträt
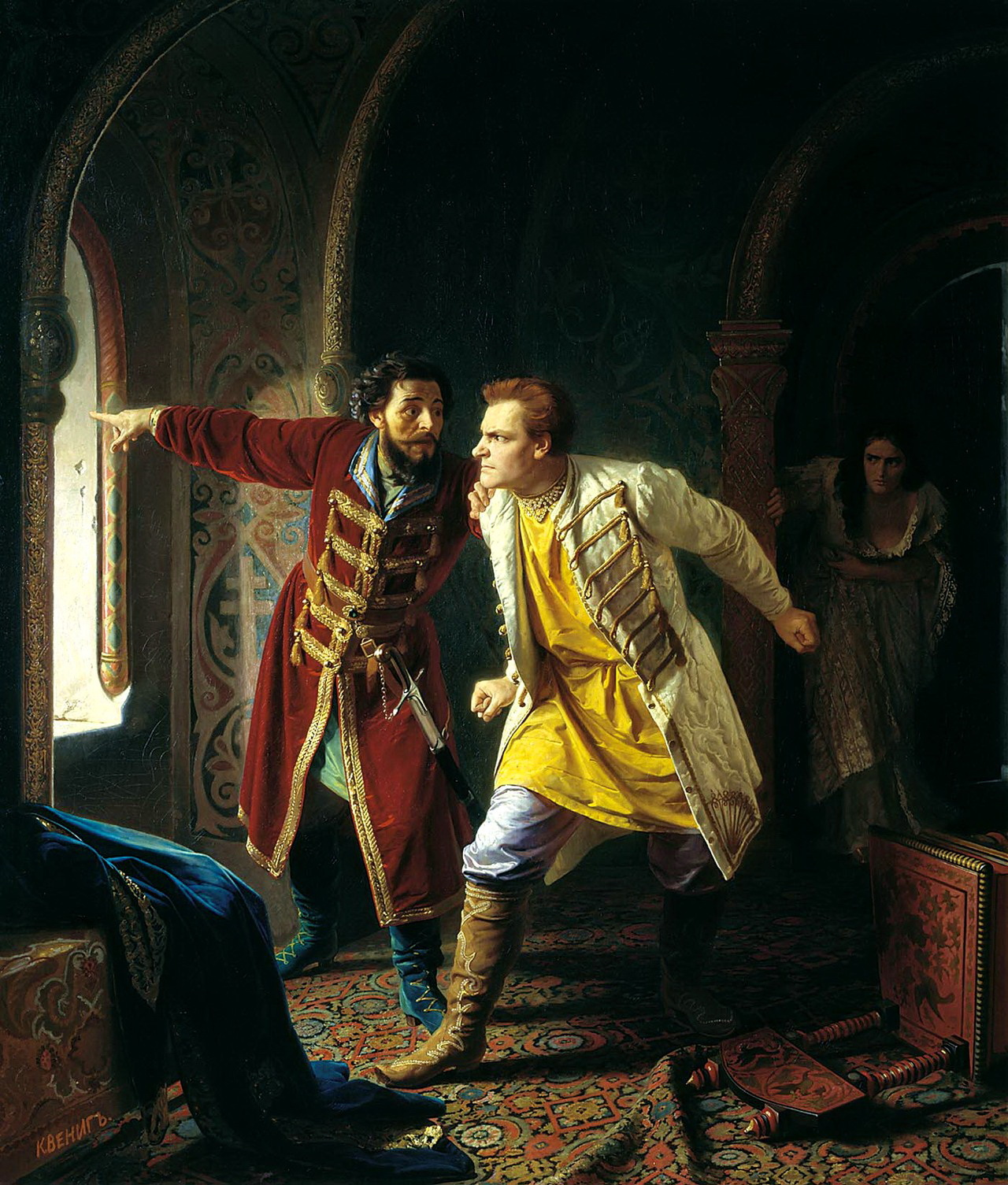
Die letzten Minuten des Pseudodimitri I.